# Асбестний
Асбе́стний (рос. Асбестный) — селище у складі Кваркенського району Оренбурзької області, Росія.

## Населення
Населення — 2 особи (2010; 71 у 2002).
Національний склад (станом на 2002 рік):
- росіяни — 83 %